# Palosanto
Palosanto es el título del octavo álbum de estudio en solitario del músico español Enrique Bunbury.
El álbum está producido por el propio cantante zaragozano, y su lanzamiento está fue el día 29 de octubre de 2013.
La producción está realizada en los estudios Phanton Vox y Westlake de Los Ángeles, California.
El propio artista define la producción como "un modelo de ovni vintage de los años 50"; al recordar su trayectoria musical, define a este último proyecto como un disco contemporáneo y alejado de lo retro. 
El álbum cuenta con 15 canciones, pero se dividen 2 partes: la primera cuenta con 8 canciones y la segunda parte con 7 canciones.
El primer sencillo se estrenó el 17 de septiembre de 2013 acompañado de un vídeo, en el que participa el periodista Iker Jiménez; el vídeo está a cargo Alexis Morante. 
El álbum se publicó en formato vinilo, disco compacto, digipak, y digital. La edición de lujo en digipack cuenta con un CD grabado en directo durante la gira de la anterior producción, Licenciado Cantinas, que comenzó a finales de 2011 y terminó a finales de 2012, con 80 conciertos repartidos por el mundo.

## Lista de canciones
Todas las canciones compuestas por Enrique Bunbury, excepto donde se indica.
| N.º     | Título                                | Escritor(es)                            | Duración |  |
| 1.      | «Despierta»                           |                                         | 4:54     |  |
| 2.      | «Más Alto Que Nosotros Sólo El Cielo» |                                         | 4:15     |  |
| 3.      | «Salvavidas»                          |                                         | 5:52     |  |
| 4.      | «Los Inmortales»                      |                                         | 4:40     |  |
| 5.      | «Prisioneros»                         |                                         | 4:02     |  |
| 6.      | «Habrá Una Guerra en Las Calles»      |                                         | 3:04     |  |
| 7.      | «Destrucción Masiva»                  |                                         | 3:00     |  |
| 8.      | «El Cambio y La Celebración»          |                                         | 4:50     |  |
| 9.      | «Hijo de Cortés»                      |                                         | 3:27     |  |
| 10.     | «Mar de Dudas»                        | Enrique Bunbury Jorge Rebenaque         | 3:50     |  |
| 11.     | «Miento Cuando Digo Que Lo Siento»    | Bunbury Robert Castellanos Álvaro Suite | 5:07     |  |
| 12.     | «Nostalgias Imperiales»               |                                         | 4:17     |  |
| 13.     | «Plano Secuencia»                     | Bunbury Puritani                        | 4:17     |  |
| 14.     | «Causalidades»                        |                                         | 5:10     |  |
| 15.     | «Todo»                                |                                         | 3:52     |  |
| 1:04:37 |                                       |                                         |          |  |

| Edición Digipak: CD 2 - Cualquier Tiempo Pasado... Live 2011-12 |                                                                  |                                                  |          |  |
| N.º                                                             | Título                                                           | Escritor(es)                                     | Duración |  |
| 1.                                                              | «Si no fuera por ti» (Ventura, California, Estados Unidos)       |                                                  | 5:00     |  |
| 2.                                                              | «La señorita hermafrodita» (Lima, Perú)                          |                                                  | 4:57     |  |
| 3.                                                              | «De mayor» (Los Ángeles, California, Estados Unidos)             | Enrique Bunbury Copi Corellano Ramón Gacías Royo | 4:04     |  |
| 4.                                                              | «Contar contigo» (Querétaro, México)                             |                                                  | 4:25     |  |
| 5.                                                              | «No me llames cariño» (Chicago, Illinois, Estados Unidos)        |                                                  | 7:06     |  |
| 6.                                                              | «Una canción triste» (Buenos Aires, Argentina)                   |                                                  | 3:02     |  |
| 7.                                                              | «Big Bang» (Guadalajara, México)                                 | Alan Boguslavsky Bunbury Copi Gacías             | 4:33     |  |
| 8.                                                              | «Ahora» (Aguascalientes, México)                                 |                                                  | 4:39     |  |
| 9.                                                              | «San Cosme y San Damián» (Madrid, España)                        | Bunbury Rafael Domínguez                         | 4:10     |  |
| 10.                                                             | «Nunca se convence del todo a nadie de nada» (Querétaro, México) |                                                  | 5:04     |  |
| 11.                                                             | «El tiempo de las cerezas» (León, México)                        |                                                  | 3:31     |  |

## Personal
Los Santos Inocentes:

Músicos invitados:

Producción:
- Enrique Bunbury - Producción
- Ramón Gacías - Asistente de producción
- Jordi Mora - Ingeniería de grabación y mezclas.
- Ryan Anderson - Asistente de ingeniería (Grabación)
- Mezclado en Westlake "Studio C" (Los Ángeles, California).
- Rob Cohen - Asistente de ingeniería (Mezcla)
- Masterizado por Tom Baker Mastering (Los Ángeles, California).
- Nacho Royo - Producción ejecutiva
- Rock & Chicken - Management
- Edoardo Chavarin - Diseño
- Jose Girl - Fotografía
- Andrés Sierra - Asistente de fotografía

## Videoclips
| #  | Sencillo                              | Año de publicación |
| -- | ------------------------------------- | ------------------ |
| 1. | "Despierta"                           | 2013               |
| 2. | "Más Alto Que Nosotros Sólo el Cielo" | 2013               |
| 3. | "Los Inmortales"                      | 2014               |
| 4. | "Salvavidas"                          | 2014               |
| 5. | "Prisioneros"                         | 2014               |

## Tour
- Artículo principal: Palosanto Tour

La gira comenzó oficialmente el 16 de enero de 2014 en México y concluye el 20 de diciembre en España, recorriendo 13 países.